# 羅金斯科耶
罗丁斯凯（烏克蘭語：Родинське，羅馬化：Rodynske，發音：[ˈrɔdɪnʲsʲke]），或按俄語名譯羅金斯科耶，是乌克兰東部顿涅茨克州波克羅夫斯克區波克罗夫斯克市镇内的城市。該市始建於1950年，面積6.7平方公里，海拔高度190米，2025年人口数量为1,500人。

## 历史
罗金斯科耶於1950年建市，與煤礦建設相關。這座城市也是由礦工們建造，他們在現今城市的土地上搭建了帳篷——這是罗金斯科耶的第一批住房。現代城市罗金斯科耶的舊名稱是罗金斯科耶2號礦村，更早的名稱是罗金斯科耶2號礦、克拉斯諾利曼斯卡和扎波里茲卡礦場的合併村。根據1951年的經濟和領土文件，該村面積為260公頃，人口為2025人。當時該村的住房總面積為6298平方公尺。30棟獨立住宅始建於1954年，並於当年竣工。。1962年，該市升格為區辖市。此後，该市建了11座圖書館，其中2座為技術圖書館。此外，還開設了文化館、少先隊和學生宮、3所學校、7所幼兒園（目前有4所仍在運營）、一所音樂學校、一座醫院城，以及後來的「生命之家」和一家餐廳（該餐廳在70年代中期被燒毀，之後未修復）。2000年，居民慶祝了他們的家鄉城市成立50週年。

### 俄乌战争
隨著前線逼近和俄軍進攻，自2024年9月起，該市斷水斷電，自2025年1月起，天然氣供應也中斷。

## 人口統計
在1992年，罗金斯科耶的人口為15300人。在2001年烏克蘭人口普查中，人口為11,988人。與頓巴斯的大多數城區一樣，該鎮絕大多數居民為烏克蘭族，但俄語比烏克蘭語更常用。。在2022年，罗金斯科耶人口估計為9,850人。但隨著俄烏戰爭中的波克羅夫斯克攻勢，大量居民外移，在2025大約減少至1500人。

## 图集

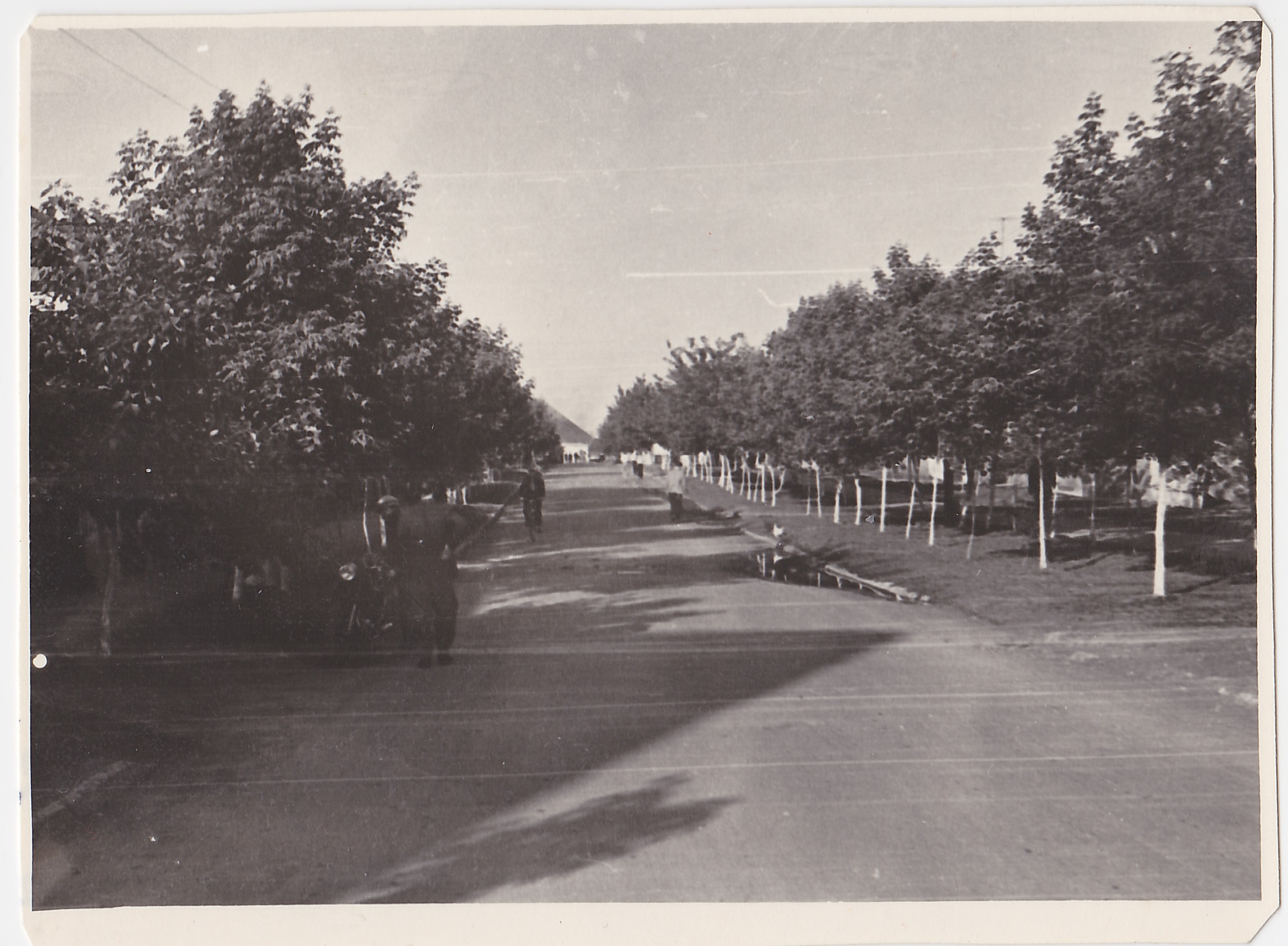
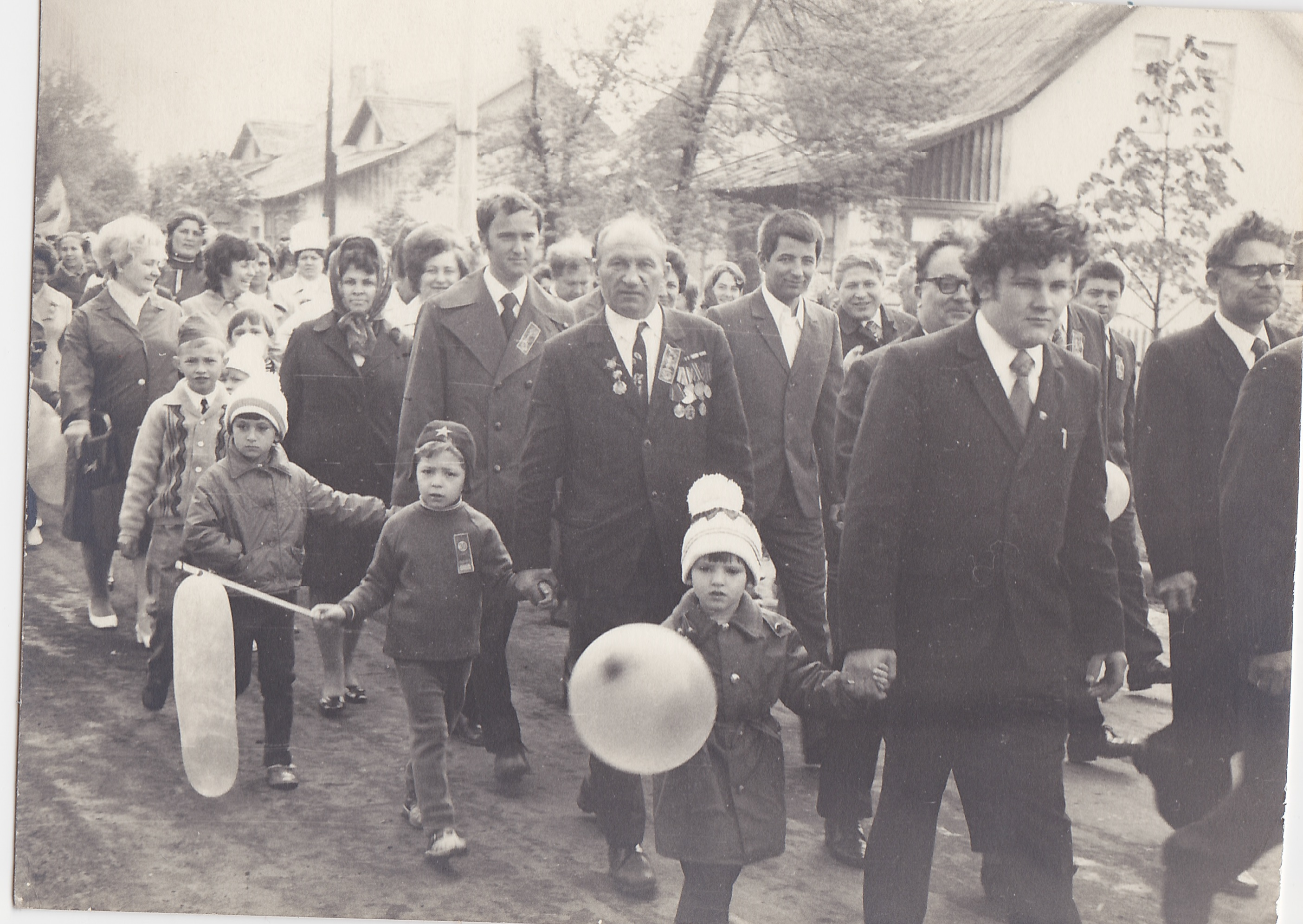
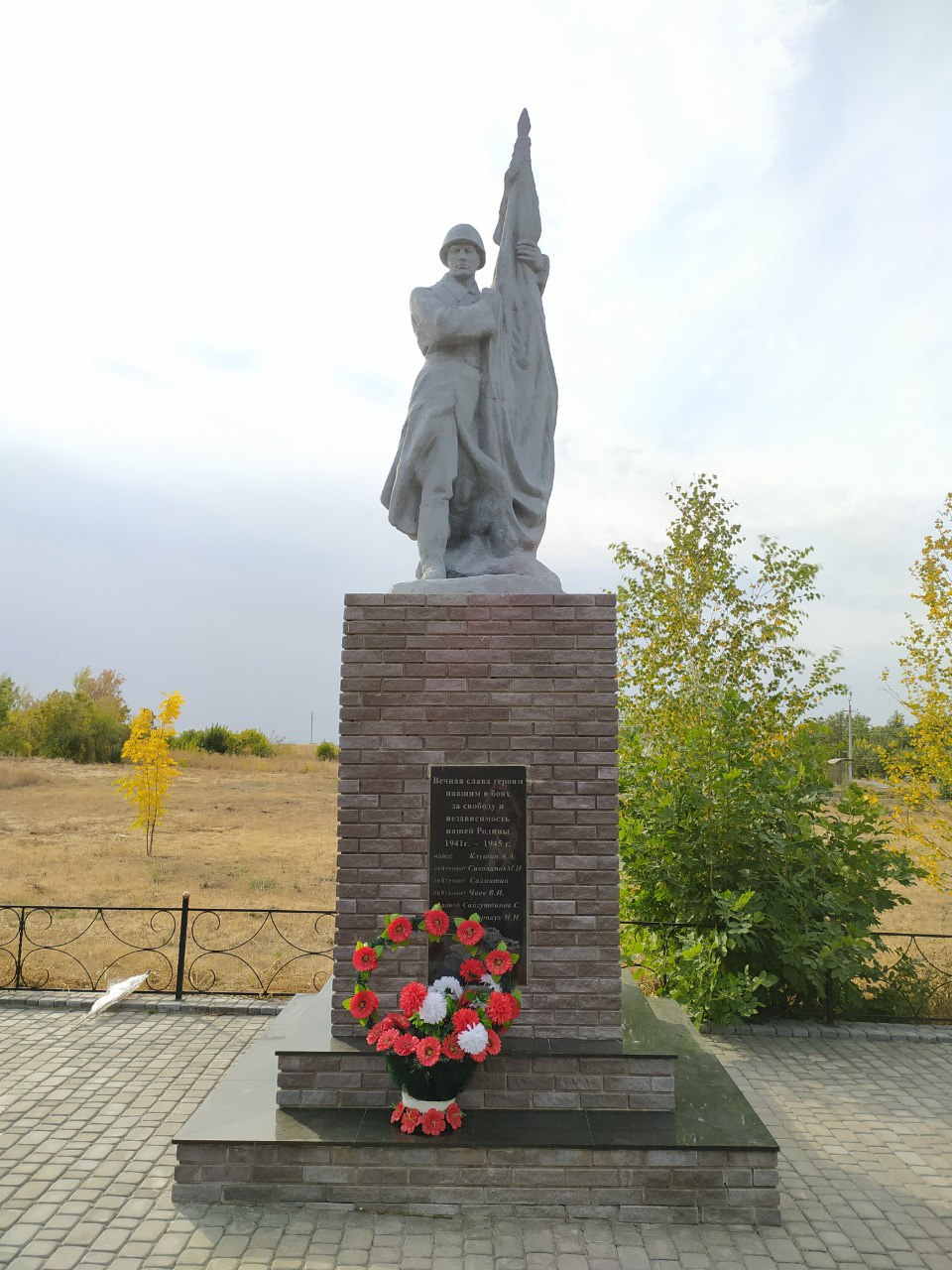
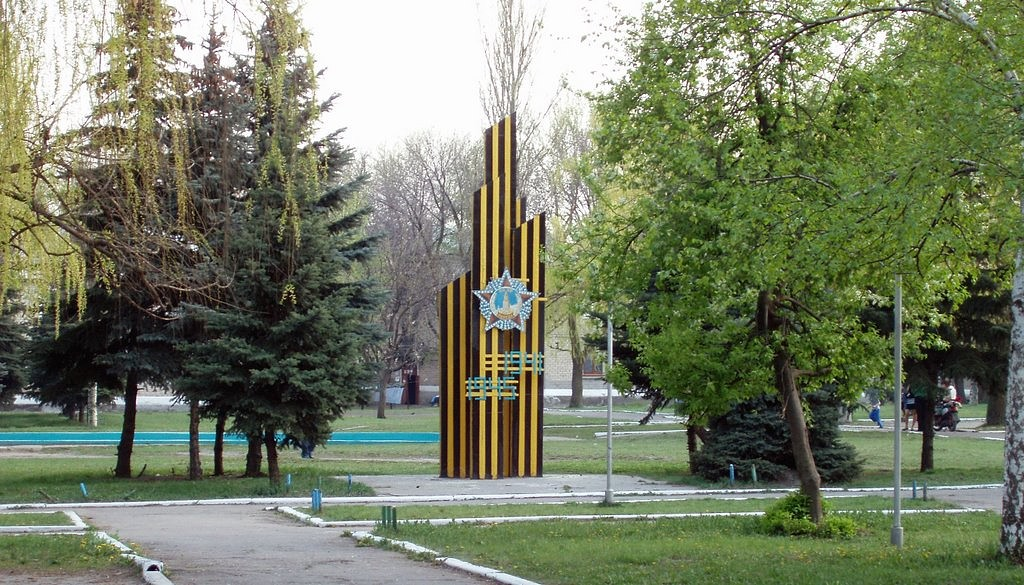

## 備注
1. ↑  俄语：，羅馬化：Rodinskoye